# Jan Žižka
Jan Žižka (magyarosan Zsizska János; Trocnov [ma Borovany része], 1360. – Přibyslav, 1424. október 11.) huszita hadvezér.

## Ifjúkora

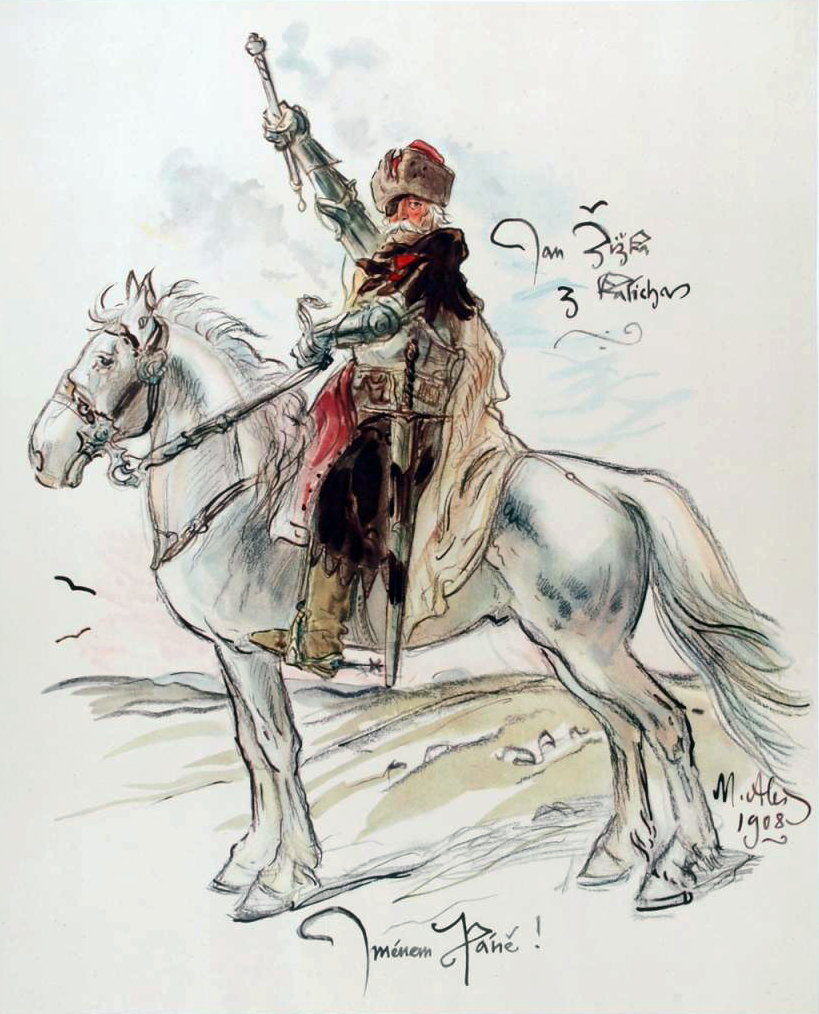
Zsizska Mikoláš Aleš rajzán

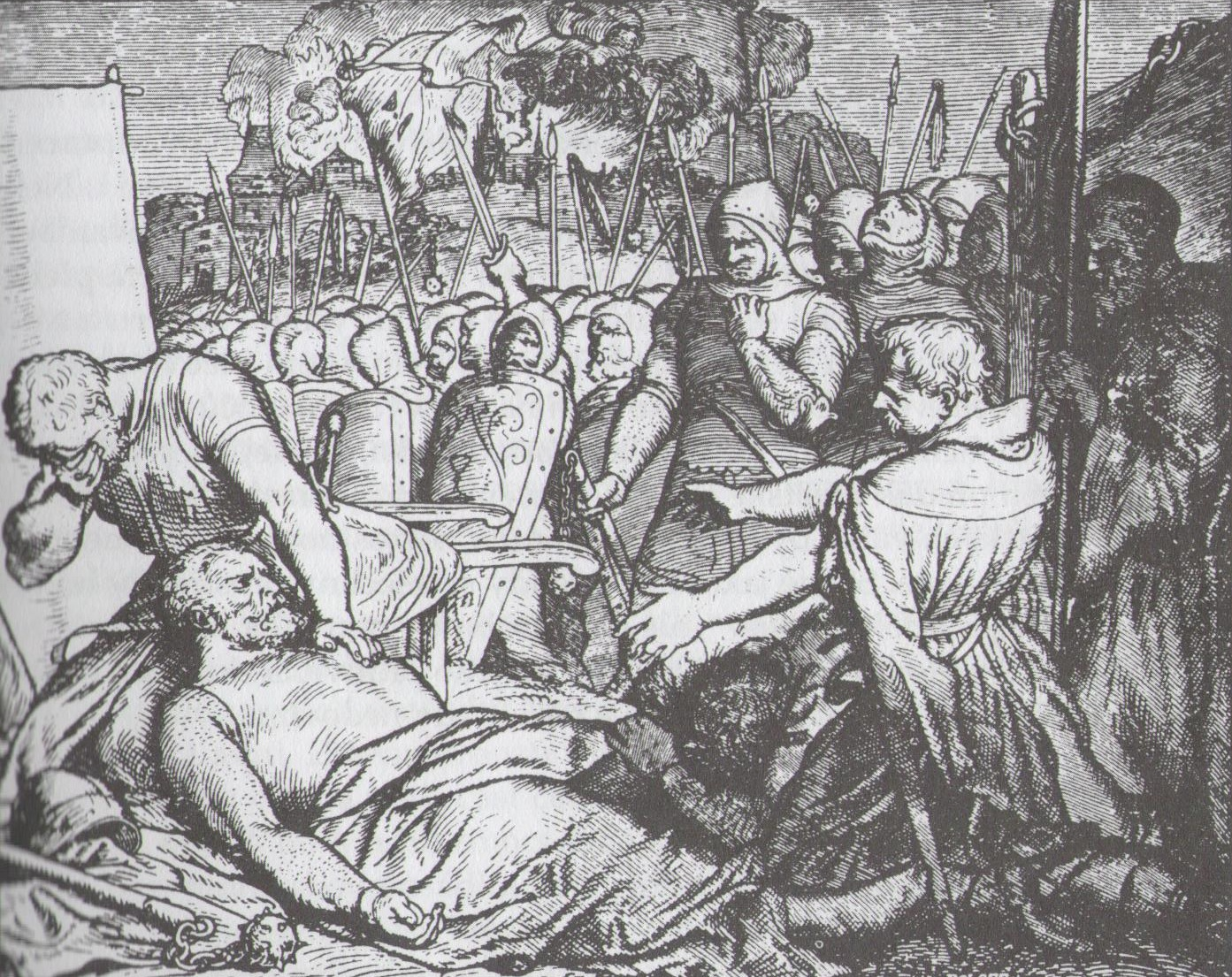
Halála (Josef Manes alkotása)

Cseh köznemes család sarja volt. Gyermekkorában félszemére megvakult. Mint ifjú IV. Vencel cseh király udvarába került, majd mint zsoldosvezér a lengyel királyhoz került és részt vett az 1410-es tannenbergi csatában. Luxemburgi Zsigmond király alatt Magyarországon a törökök ellen küzdött. Ezután kalandvágya Franciaországba vitte, ahol az angolok soraiban a franciák ellen harcolt és részt vett az Azincourt melletti csatában.

## A huszita hadak élén
Husz János kivégzése után a huszita mozgalomhoz csatlakozott. Vitézségével és hadvezéri tehetségével annyira magára vonta a husziták bámulatát, hogy vezérüknek ismerték el. Az ő kezdeményezése folytán kezdtek a husziták a kimagasló pontokon táborokat építeni és a szekérvár alkalmazásában is nagy ügyességre tettek szert. Első diadalát Vitkov hegyén aratta, melynek megerősített ormáról a keresztes had rohamait 1420 júliusában sikeresen visszaverte. November 1-jén Pankracnál győzte le Zsigmond királyt, és nyomban rá Vyšehrad várát szállta meg Prága közelében. Itt több ágyút is szerzett, melyeknek később jó hasznát vette. Huszinesz Miklós halála után (1421) valamennyi huszita párt elismerte őt fővezérnek. Nemsokára azonban, Raby várának ostromlása közben, nyíllövés következtében másik szemén is megvakult. Ezután kis kocsin vitette magát csapatai után és főbb embereinek útbaigazítása mellett vezényelt a csatákban. 1422. január 8-án Németbród táján újból visszaverte Zsigmond támadását és ezután ő nyomult be Morvaországba és Alsó-Ausztriába, ahol hadai nagy pusztítást végeztek. Amikor arról értesült, hogy a prágaiak az engedelmességet megtagadták, váratlanul a város előtt termett és megtörte a dacos polgárságot (1424).

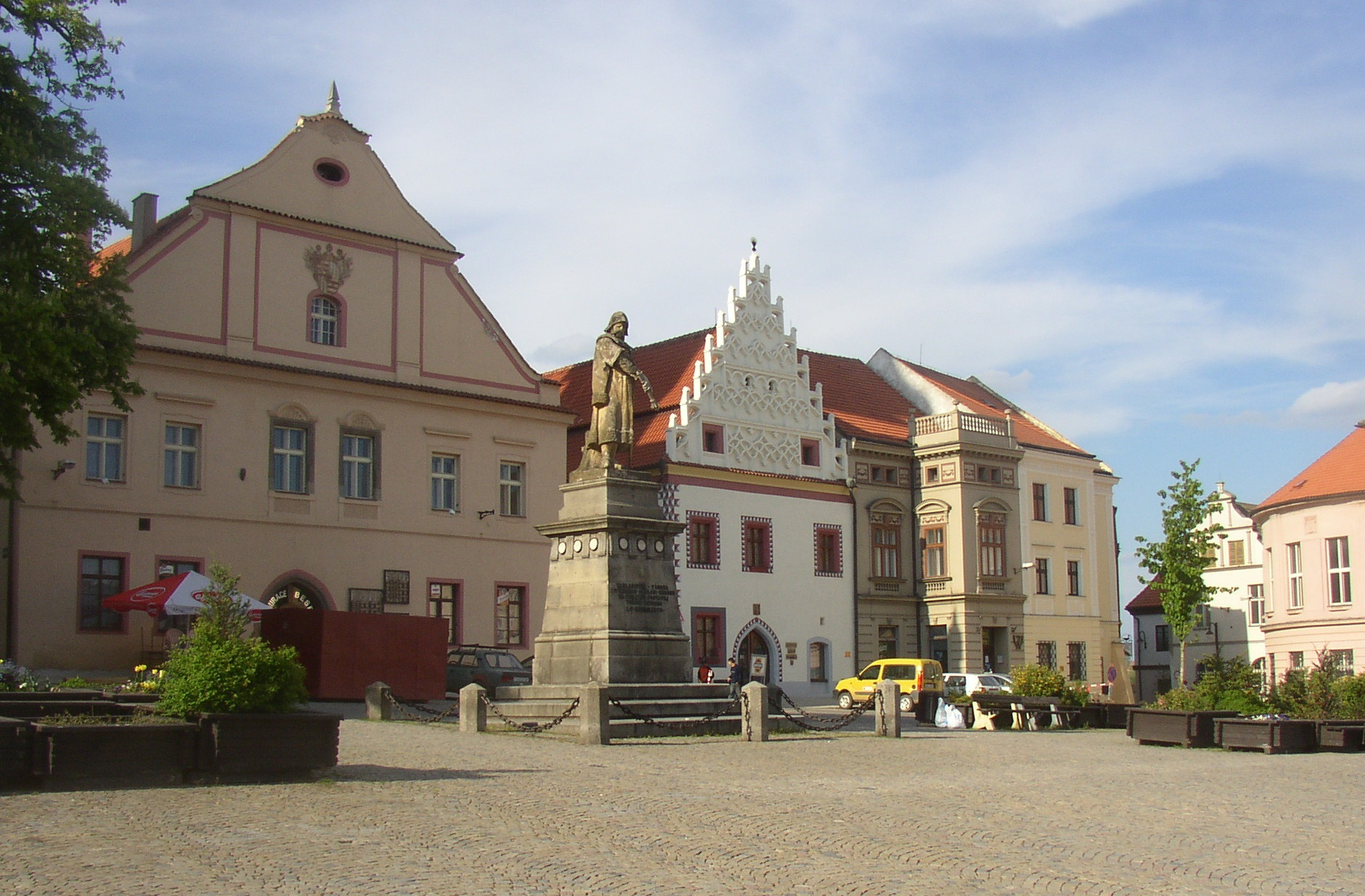
Zsizska János emlékműve Táborban (Csehország)

## Halála és emléke
Hasztalanul igyekezett Zsigmond király Zsizskát a maga oldalára állítani, ő ugyanis rá sem hallgatott, a neki felajánlott helytartóságot sem fogadta el. Javában folytatta a háborút, amikor Přibyslav város ostroma közben (Čáslav közelében) a táborban dühöngő pestisnek ő is áldozata lett. Halála annyira felbőszítette fanatikus hadait, hogy a várost rohammal bevették, felégették és lakóit egy szálig lekaszabolták. Zsizska összesen 13 nagyobb és 100 kisebb ütközetből került ki győztesen és csak egyszer, Kremsier mellett veszített. Ellenfelei szörnyű dolgokat meséltek bosszújáról és kegyetlenségeiről. Tetemét saját parancsára Čáslavban temették el, és óriási buzogányát sírja fölé helyezték. II. Ferdinánd császár parancsára azonban a sírt lerombolták és Zsizska csontjait kidobálták. 1874-ben a csehek Přibyslav mellett emlékművet emeltek Zsizska emlékének.

## Film
1955-ben 105 perces csehszlovák filmdráma készült az életéből.